# 朗梅多 (麻薩諸塞州)
朗梅多（英語：Longmeadow）是一個位於美國麻薩諸塞州漢登縣的鎮。

## 人口
根據2020年美國人口普查的數據，朗梅多的面積為24.90平方千米，當中陸地面積為23.60平方千米，而水域面積為1.30平方千米。當地共有人口15853人，而人口密度為每平方千米637人。